# Bateria de liti-ió aquosa
Una bateria de liti-ió aquosa és una bateria de liti-ió (Li-ion) que utilitza una solució salina concentrada com a electròlit per facilitar la transferència d'ions de liti entre elèctrodes i induir un corrent elèctric. A diferència de les bateries de ions de liti no aquoses, les bateries de ions de liti aquoses no són inflamables i no presenten riscos significatius d'explosió, a causa de la naturalesa a base d'aigua del seu electròlit. També no tenen els productes químics verinosos ni els riscos ambientals associats amb els seus homòlegs no aquosos.
Les bateries de ions de liti aquoses actualment tenen un ús molt limitat a causa de la seva estreta finestra d'estabilitat electroquímica (1,23 V). Quan es construeix amb mètodes convencionals, una bateria de Li-ion aquosa té una densitat d'energia molt menor que una bateria de Li-ion no aquosa i només pot assolir un voltatge màxim d'1,5 volts. No obstant això, investigadors de la Universitat de Maryland (UMD) i del Laboratori de Recerca de l'Exèrcit (ARL) van fer possible que una bateria de ions de liti aquosa es mantingués electroquímicament estable a aproximadament 3,0 volts i suportés danys externs greus fins a un grau que no és present en les bateries de ions de liti no aquoses.

## Desenvolupament
El prototip de la bateria recarregable aquosa d'ions de liti va ser proposat per primera vegada per Jeff Dahn el 1994, que va utilitzar òxid de manganès i liti com a elèctrode positiu i diòxid de vanadi en fase de bronze com a elèctrode negatiu. El 2014, un equip d'investigadors dirigit per Chunsheung Wang de la UMD i Kang Xu de l'ARL va crear una nova classe d'electròlits aquosos anomenats electròlits d'aigua en sal (WiSE), que funcionaven sota el principi que una alta concentració d'un tipus específic de sal de liti provocava la formació d'una interfase sòlid-electròlit protectora (SEI) entre les superfícies dels elèctrodes i l'electròlit en bateries a base d'aigua. Anteriorment, es pensava que aquest fenomen només podia ocórrer en bateries no aquoses. Utilitzant aquest mètode per crear SEI, Wang i Xu van dissoldre concentracions extremadament altes de bis(trifluorometànsulfonil)imida de liti (LiTFSI) en aigua (molalitat > 20 m) per crear un WiSE que va ampliar la finestra de voltatge d'1,5 V a uns 3,0 V.  Les bateries de Li-ió aquoses resultants també van ser capaces de ciclar fins a 1000 vegades amb una eficiència coulombiana de gairebé el 100%.
El 2017, l'equip de recerca de Wang i Xu va desenvolupar un "additiu no homogeni" per recobrir l'elèctrode de grafit de la seva bateria aquosa de Li-ion, cosa que va permetre que la bateria arribés a un llindar de 4V i funcionés fins a 70 cicles a aquest nivell o superior. El recobriment, creat amb un èter (HFE) extremadament hidròfob i altament fluorat, l'èter 1,1,2,2-tetrafluoroetil-2′,2′,2′-trifluoroetil, va expulsar les molècules d'aigua de la superfície de l'elèctrode.  Això minimitza la descomposició de l'aigua competidora i crea un entorn favorable per a la formació de SEI. Aquesta versió de la bateria també va demostrar resistència contra nivells extrems d'abús a causa de la naturalesa de reacció lenta del SEI Quan es va sotmetre a talls, punxades externes, exposició a aigua salada i proves balístiques, la bateria no va produir fum ni foc i va continuar funcionant fins i tot amb danys externs greus.

## Aplicacions
Les bateries de ions de liti aquoses han estat de gran interès per a ús militar per la seva seguretat i durabilitat. A diferència de les bateries de Li-ion d'alt voltatge però volàtils no aquoses, les bateries de Li-ion aquoses tenen el potencial de servir com a font d'energia més fiable al camp de batalla, ja que els danys externs a la bateria no disminuirien el rendiment ni la farien explotar. A més, són menys pesades que les bateries tradicionals i es poden fabricar en diferents formes, cosa que permet un equip més lleuger i una col·locació més eficient.
El menor risc de perill que comporten les bateries de Li-ió aquoses les fa atractives per a les indústries que fabriquen vehicles que prioritzen la seguretat per sobre de la densitat d'energia, com ara els avions i els submarins.

## Reptes
L'estreta finestra d'estabilitat electroquímica de les bateries aquoses de Li-ion ha continuat sent el coll d'ampolla per al desenvolupament de bateries aquoses d'alta energia amb una llarga vida útil i seguretat infal·lible. L'electròlisi de l'aigua es produeix fora de la finestra d'estabilitat, provocant la formació d'oxigen o hidrogen gasós. Mantenir la tensió de sortida baixa evita l'evolució de gas i promou l'estabilitat del ciclatge, però limita la densitat d'energia i l'ús d'elèctrodes altament reductors i altament oxidants. D'altra banda, l'evolució contínua de gas d'aigua durant els cicles o el ralentí de la bateria d'alt voltatge redueix l'eficiència coulombiana (CE) i causa greus problemes de seguretat en cas d'explosions.
Les bateries de Li-ion aquoses tenen una vida útil relativament curta, que oscil·la entre els 50 i els 100 cicles. A partir del 2018, s'estan duent a terme investigacions per augmentar el nombre de cicles a 500 o 1000 cicles, cosa que els permetrà competir de manera factible amb altres tipus de bateries que tenen una densitat d'energia més alta. A més, caldria resoldre els problemes relacionats amb la fabricació del recobriment protector HFE abans que les bateries es puguin ampliar en producció per a ús comercial.